# Cronopio dentiacutus
Cronopio dentiacutus és una espècie extinta de mamífer meridiolèstide del qual s'han trobat fòssils al  Río Negro (Argentina).

## Descripció
C. dentiacutus és conegut a partir de l'holotip MPCA PV 454, un crani parcial que manca de volta, basicrani i escatosos, així com els espècimens referits MPCA PV 450, un maxil·lar inferior esquerre parcial amb les dents danyades i MPCA PV 453, un crani fragmentari amb un maxil·lar inferior dret relativament ben preservat però mancat de diverses dents. Tots els espècimens foren trobats a la localitat de La Buitrera, a la formació de Candeleros (Grup Neuquén), que data de l'estatge Cenomanià (Cretaci superior), fa uns 99,6–96 milions d'anys.